# Lesław Zając
Lesław Zając (* 10. Oktober 1950) ist ein ehemaliger polnischer Leichtathlet, der sich auf den Mittelstreckenlauf spezialisiert hat.

## Sportliche Laufbahn
Erste internationale Erfahrungen sammelte Lesław Zając vermutlich im Jahr 1973, als er bei den Halleneuropameisterschaften in Rotterdam mit der polnischen 4-mal-720-Meter-Staffel in 6:26,95 min gemeinsam mit Krzysztof Linkowski, Czesław Jursza und Henryk Sapko die Bronzemedaille hinter den Teams aus der Bundesrepublik Deutschland und der Tschechoslowakei gewann. 1975 schied er dann bei den Halleneuropameisterschaften in Katowice mit 3:48,0 min in der Vorrunde im 1500-Meter-Lauf aus und trat daraufhin nicht mehr international in Erscheinung.
1973 wurde Zając polnischer Meister im 1500-Meter-Lauf.